# (2001) Einstein
Pour les articles homonymes, voir Einstein (homonymie).
(2001) Einstein est un astéroïde de la ceinture principale. Il a été ainsi baptisé en hommage à Albert Einstein (1879-1955), physicien et prix Nobel de physique.